# Блавацький Василь
д-р Василь Блава́цький (16 лютого 1889, Стронятин біля Львова — 20 березня 1944, Родатичі) — український адвокат у Сяноці, активний громадський, кооперативний і політичний діяч на Лемківщині. Вбитий польською боївкою.

## Життєпис
Гімназію та юридичні студії закінчив у Львові. 
Був шефом закордонного відділу Міністерства юстиції УНР. У 1923 р. відкрив адвокатську канцелярію в Сяноці. Швидко вивчив особливості краю. Громадську працю розпочав організацією хорів у Сяноці та інших місцевостях повіту. Влаштовуючи численні концерти, відроджував духовні національні традиції. Відновив філію товариства «Просвіта» і став її головою. Постійно виїжджав у різні лемківські села, поширював національну свідомість, закладав читальні «Просвіти» також у сусідніх повітах.
У 1926 р. заснував у Сяноці «Лемківський Союз Кооператив» — осередок для розбудови кооперації на Лемківщині, став директором ЛСК. Був ініціатором заснування філії товариства «Сільський господар», хоч робив усе те в умовах тиску з боку урядових кіл. Багато допомагав лемкам як адвокат.
Др. Блавацького замордували по дорозі зі Сянока до Львова 20 березня 1944 р. на території с. Родатичі біля  Городка.